# Liste des canaux romains

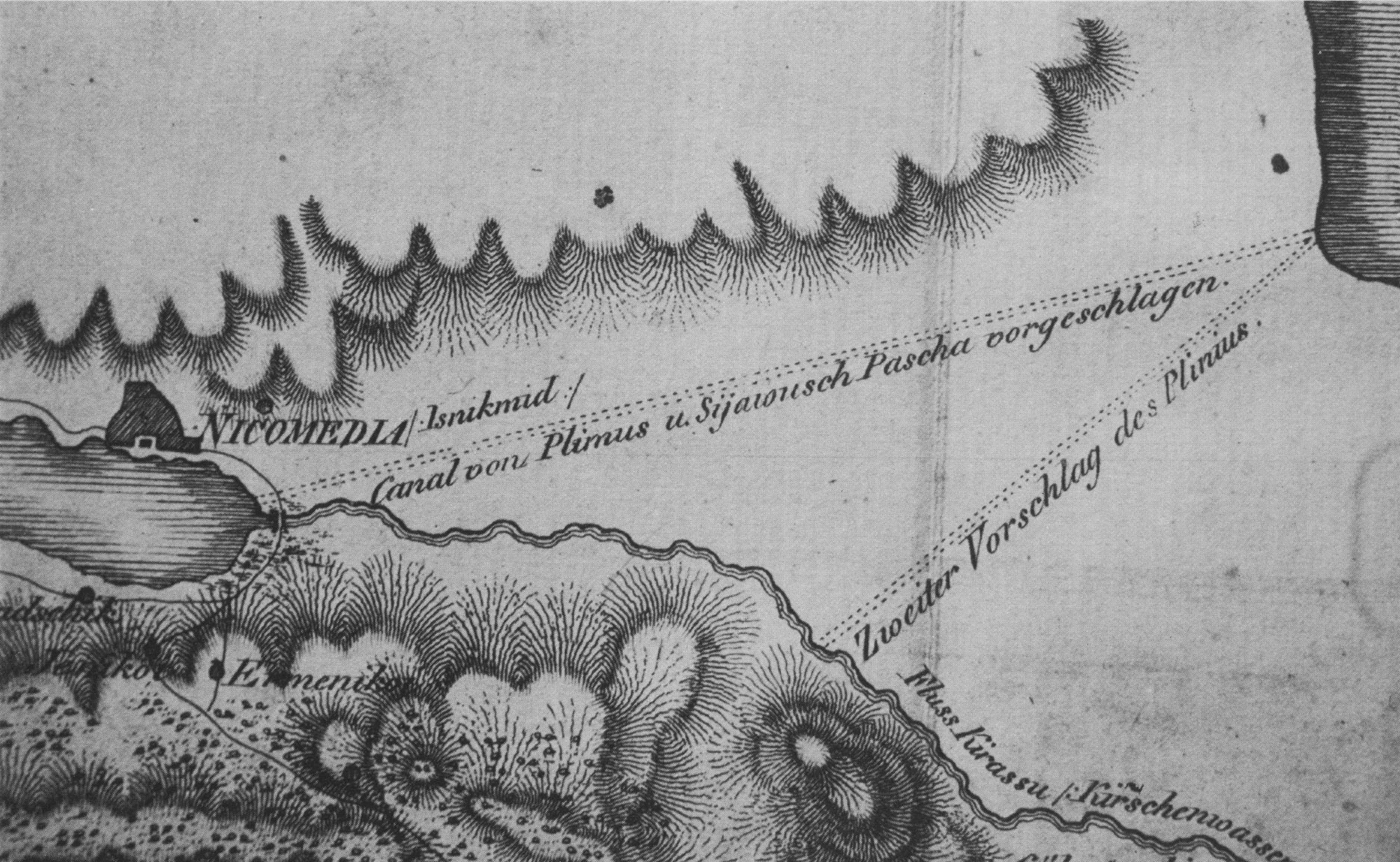
Essai de reconstruction du canal de Pline en 1818.

## Canaux
Par ordre chronologique :

### Italie
| Date de construction           | Connexion                                                      | Type de canal         | Commentaire | Références. |
| ------------------------------ | -------------------------------------------------------------- | --------------------- | --- | ----------- |
| IIe siècle av. J.-C.           | Au sud d'une ligne Modène–Parme                                | Drainage              | Construit par Marcus Aemilius Scaurus pour drainer les eaux du Pô                                                             | [ 1 ]       |
| IIe siècle av. J.-C.           | Bologne, Piacenza et Crémone et environs                       | Drainage              | Construit par Marcus Aemilius Lepidus pour drainer le bas Pô                                                                  | [ 1 ]       |
| Ier siècle av. J.-C.           | Forum Appii–Terracina                                          | Drainage              | Pour dégorger le Marais pontins; pouvait servir quand la voie Appienne était inutilisable par les mules                       | ,           |
| Fin du Ier siècle apr. J.-C.   | Ferrare–Padoue                                                 | De la terre à la côte | Construit par Auguste pour relier Ravenne et l'estuaire du Pô (Fossa Augusta)                                                 | [ 1 ]       |
| Avant le Ier siècle apr. J.-C. | Fossa Flavia, Fossa Carbonaria, Fossa Philistina, Fossa Clodia | Drainage              | Selon Pline l'Ancien pour drainer l'estuaire du Pô; l'érosion et les travaux ultérieurs rendent son identification impossible | ,           |

### Gaule
| Date de Construction | Connexion                            | Type de canal         | Commentaire                                                                                                 | Références |
| -------------------- | ------------------------------------ | --------------------- | --- | ---------- |
| 101 av. J.-C.        | Rhône–Fos-sur-Mer (Fosses Mariennes) | De la terre à la côte | Construit par Marius à travers la plaine de Crau pour ravitailler Arles dans sa campagne contre les Teutons | ,          |
| ?                    | Narbonne–Aude                        | De la terre à la côte | Pour rendre Narbonne accessible à la Méditerranée; 13 km de long                                            | [ 1 ]      |

### Germanie
| Date de Construction | Connexion                                      | Type de canal         | Commentaire | Références |
| -------------------- | ---------------------------------------------- | --------------------- | --- | ---------- |
| 12 av. J.-C.         | Rhin–IJssel (Canal de Drusus (Fossa Drusiana)) | De la terre à la côte | Pour des déplacements rapides des troupes des côtes de la Frise, en évitant les passages dangereux de la mer du Nord au large du Rhin; 14 km de long       | ,          |
| vers 9 av. J.-C.     | Digue du Rhin                                  | Dans les terres       | Construit par Nero Claudius Drusus pour conserver suffisamment d'eau pour son Fossa Drusiana; détruit par Caius Julius Civilis en révolte en 70 apr. J.-C. | [ 1 ]      |
| 47 apr. J.-C.        | Rhin–Meuse (Fossa Corbulonis)                  | Dans les terres       | Pour naviguer entre les deux fleuves sans passer par la mer du Nord; environ 35 km de long                                                                 | ,          |

### Grande-Bretagne
| Date de construction  | Connexion                     | Type de canal | Commentaire                                     | Références |
| --------------------- | ----------------------------- | ------------- | ----------------------------------------------- | ---------- |
| Ier siècle apr. J.-C. | Cam–Great Ouse (Digue du Car) | Drainage      | Terres asséchés en Fenland; également navigable | [ 1 ]      |
| ?                     | Great Ouse–Nene               | Drainage      |                                                 | [ 1 ]      |
| ?                     | Nene–Witham                   | ?             |                                                 | [ 1 ]      |
| vers 120 apr. J.-C.   | River Witham–Trent            | ?             | Canal Foss Dyke toujours en service             | [ 1 ]      |
| ?                     | Canal Bourne-Morton           | Navigation    |                                                 | [ 4 ]      |

### Égypte
| Date de construction | Connexion                          | Type de canal         | Commentaire | Références |
| -------------------- | ---------------------------------- | --------------------- | --- | ---------- |
| avant 112 apr. J.-C. | Nil–Mer Rouge (Canal des pharaons) | De la terre à la côte | Tandis que l'ancien canal Ptolémic, qui était le premier à utiliser des écluses, le canal de Trajan reliait la Méditerranée à la mer Rouge pas directement mais par le Nil. Contrairement au canal grec, qui se connectait sur un bras du Delta du Nil, le canal romain commençait d'une branche du Nil à Babylone, à 60 km au sud. Il rejoint la digue des Ptolemés à Bilbéis, éventuellement déchargeant dans le Golfe de Suez à Arsinoé. | [ 6 ]      |

### Mésie
| Date de Construction                | Connexion        | Type de canal   | Commentaire | Références |
| ----------------------------------- | ---------------- | --------------- | --- | ---------- |
| 101 apr. J.-C.                      | bypass du Danube | Dans les terres | Pour éviter les cataractes des Portes de Fer; autrefois visible du côté Serbe, d'une longueur de 3 220 m                                                  | ,          |
| IIe siècle au VIe siècle apr. J.-C. | bypass du Danube | Dans les terres | Selon Procope de Césarée pour permettre un passage sécurisé après ce qui reste du Pont de Trajan qui obstrue le fleuve; construit du côté serbe (Kladovo) | [ 9 ]      |

## Projets de canaux
Les canaux suivants ne furent jamais complétés par les romains, le raisons sont indiquées.
| Date de Planification | Connexion                                    | Type de Canal         | Commentaire | Références |
| --------------------- | -------------------------------------------- | --------------------- | --- | ---------- |
| vers 54–68 apr. J.-C. | Rome–Ostie                                   | Des terres à la côte  | Planifié par Néron | [ 1 ]      |
| vers 54–68 apr. J.-C. | Puteoli–Ostie                                | De la terre à la côte | Partant du Lac Averne près de Puteoli, Néron le voulait parallèle à la Méediterranée; il aurait fait 25 km | [ 1 ]      |
| vers 54–68 apr. J.-C. | Isthme de Corinthe (canal de Corinthe)       | De côte à côte        | Pour éviter les longs sinueux et dangereux voyages autour du Péloponnèse ; plusieurs travaux abandonnés concernant le projet de Canal de Corinthe dans l'antiquité visaient à remplacer le tracé de Diolkos ; le travail a vraiment débuté avec Néron, mais a été interrompu à sa mort                                           | ,          |
| 55 apr. J.-C.         | Saône–Moselle (Canal de l'Est d'aujourd'hui) | Dans les terres       | Un autre projet ambitieux: aurait connecté la Méditerranée à la mer du Nord via le Rhône, la Saône, la Moselle et le Rhin; en prévoyant des capacités de construction d'écluses bien, qu'il n'y ait pas d'évidences; pourtant ce projet n'aboutira pas, non pour des raisons technologiques, mais à cause d'intrigues politiques | ,          |
| 111 apr. J.-C.        | Lac Sapanca–Mer de Marmara                   | Des terres à la côte  | Pour faciliter le transport de marchandises venant de la mer; une correspondance existe entre le gouverneur Pline le Jeune et l'empereur Trajan; un dénivelé de 32 m aurait existé pour ce canal | ,          |

## Sources
- Froriep, Siegfried (1986): "Ein Wasserweg in Bithynien. Bemühungen der Römer, Byzantiner und Osmanen", Antike Welt, 2nd Special Edition, pp. 39–50
- Grewe, Klaus (2008): "Tunnels and Canals", in: Oleson, John Peter (ed.): The Oxford Handbook of Engineering and Technology in the Classical World, Oxford University Press, pp. 319–336,  (ISBN 978-0-19-518731-1)
- Moore, Frank Gardner (1950): "Three Canal Projects, Roman and Byzantine", American Journal of Archaeology, Vol. 54, No. 2, pp. 97–111
- Schörner, Hadwiga (2000): "Künstliche Schiffahrtskanäle in der Antike. Der sogenannte antike Suez-Kanal", Skyllis, Vol. 3, No. 1, pp. 28–43
- Serban, Marko (2009): "Trajan’s Bridge over the Danube", The International Journal of Nautical Archaeology, Vol. 38, No. 2, pp. 331–342
- Tudor, D. (1974): Les ponts romains du Bas-Danube, Bibliotheca Historica Romaniae Études, Vol. 51, Bucharest: Editura Academiei Republicii Socialiste România, pp. 47–134
- White, K. D. (1984): Greek and Roman Technology, London: Thames and Hudson, pp. 110–112; 227–229, table 6
- Wikander, Charlotte (2000): "Canals", in Wikander, Örjan (ed.): Handbook of Ancient Water Technology, Technology and Change in History, Vol. 2, Leiden: Brill, pp. 321–330,  (ISBN 90-04-11123-9)
- Redmount, Carol A. (1995): "The Wadi Tumilat and the 'Canal of the Pharaohs'", Journal of Near Eastern Studies, Vol. 54, No. 2, pp. 127–135
- Smith, N.A.F. (1977/78): "Roman Canals", Transactions of the Newcomen Society, Vol. 49, pp. 75–86